# Myrmeleon (Myrmeleon) tigrinus
Myrmeleon (Myrmeleon) tigrinus is een insect uit de familie van de mierenleeuwen (Myrmeleontidae), die tot de orde netvleugeligen (Neuroptera) behoort. 
Myrmeleon (Myrmeleon) tigrinus is voor het eerst wetenschappelijk beschreven door Fabricius in 1775.